# IC 2948
IC 2948 — галактика типу EN (емісійна туманність) у сузір'ї Центавр.
Цей об'єкт міститься в оригінальній редакції індексного каталогу.